# 쿠케르

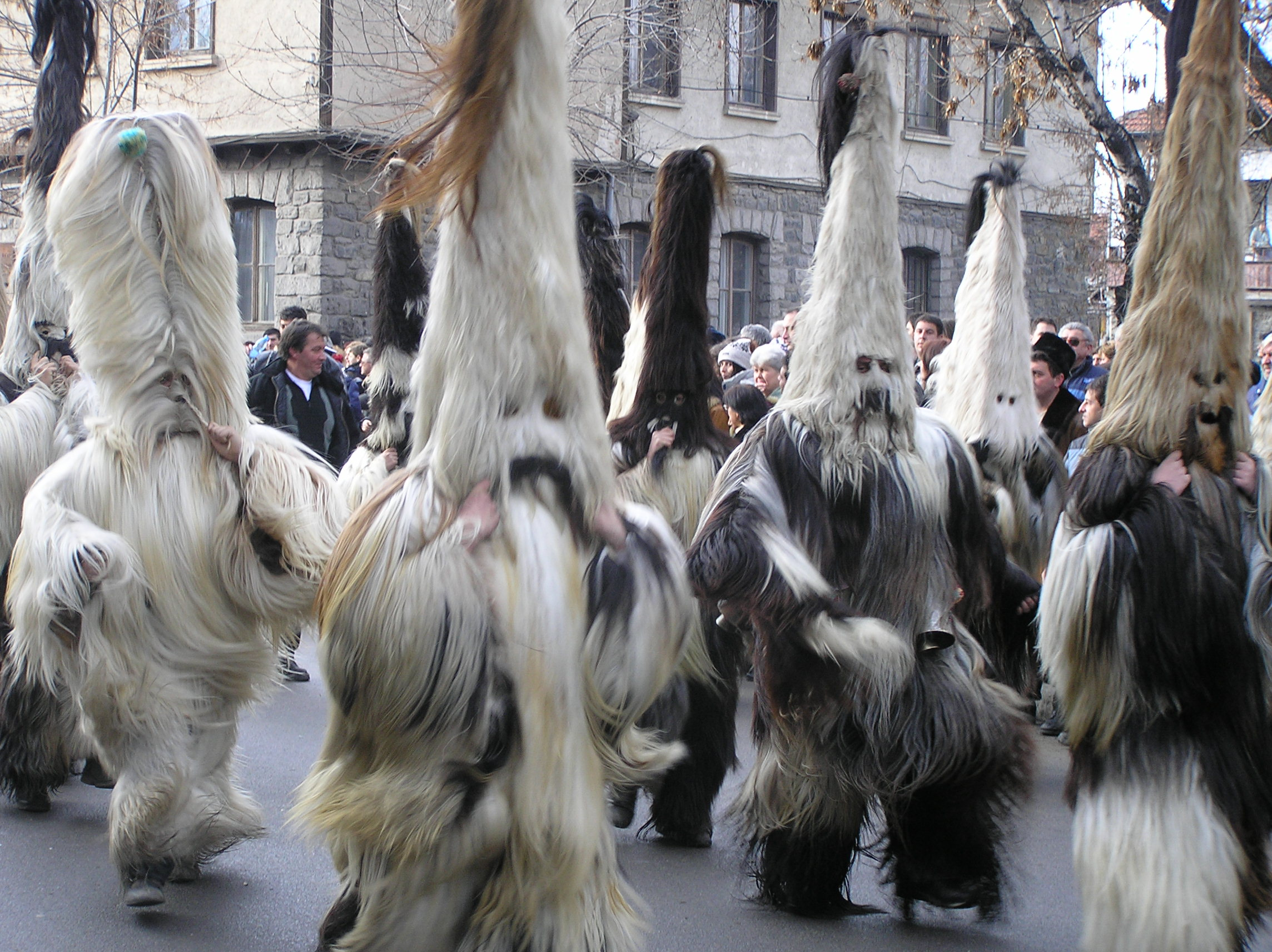
라즐로크의 쿠케리

쿠케리(불가리아어: кукери 혹은 단수형 쿠케르 불가리아어: кукер)란 불가리아에서 악령을 내쫓기 위해 분장한 사람들을 일컫는 말이다. 비슷한 풍습이 발칸반도(루마니아 포함)와 폰토스 지역 곳곳에서 나타난다.
분장 의상은 동물 얼굴 모양을 한 가면과 벨트에 달려있는 큰 종들로 이루어져 있으며 몸 대부분을 가린다. 이렇게 분장을 한 쿠케리는 새해 즈음부터 사순절 이전까지 마을을 돌아다니며 춤을 춘다. 이 풍습은 의상과 종소리를 통해 악령을 겁줘 쫓아낼 뿐만 아니라, 풍작과 건강, 행복을 기원하기 위함이다. 마을 행진이 끝난 이후에는 마을의 중심에 모여 자유분방하게 춤을 추며 사람들을 흥겹게 만든다. 구체적인 쿠케리 풍습은 지역에 따라 다양하지만 핵심 내용은 비슷하다.

## 어원과 분포

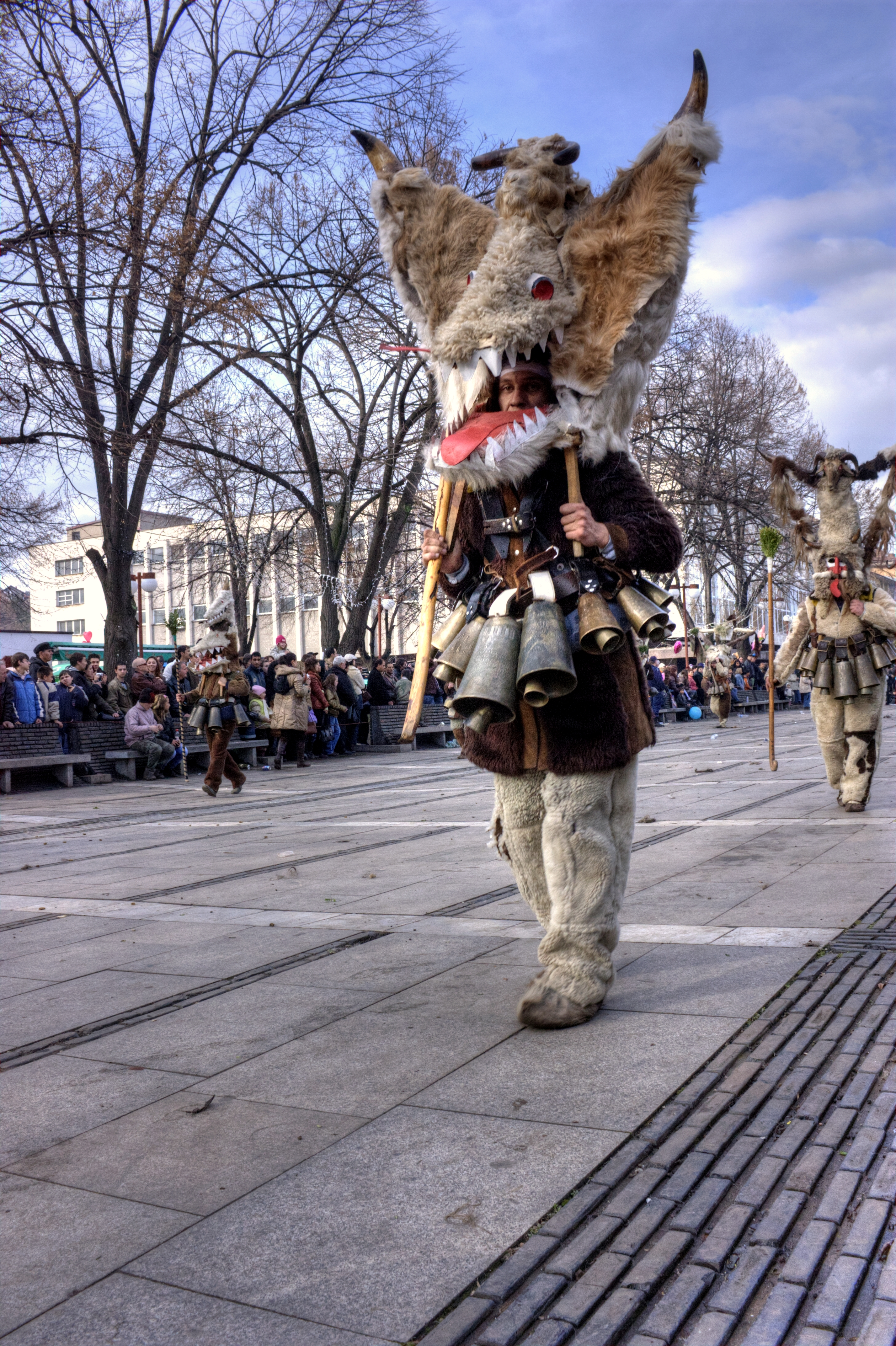
페르니크의 쿠케르

쿠케리 풍습은 일반적으로 트라키아 지방의 디오니소스 신앙과 관련이 있는 것으로 간주되며, 비슷한 풍습이 발칸반도 곳곳에서 발견된다.
쿠케리라는 표현은 슬라브조어로 '악령'을 뜻하는 *kuka와 동작주 접미사 *-ařь에서 유래하였거나, 슬라브화 이전 신인 Kuk에서 유래하였다.
라틴어로 머리에 쓰는 후드나 고깔을 뜻하는 단어 cuculla 혹은 중세 라틴어로 동개를 뜻하는 cucurum에서 유래하였다는 가설도 존재한다.
쿠케리와 비슷한 풍습을 그리스어권에서는 "칼로예로스(καλογεροσ)"라고 부르며, 세르보크로아티아어권에서는 "디디(didi)", "디디치(didici)"라고 부른다. 폰토스 지방에서는 "모모게로스(momogeros)", 북마케도니아에서는 "바바리(babari)" 혹은 "메치카리(mechkari)"라고 한다. 루마니아에서는 주로 염소와 함께 나타나며 "카프라(capra)", "투르카(turca)" 혹은 "브레자야(brezaia)"라 한다.

## 사진

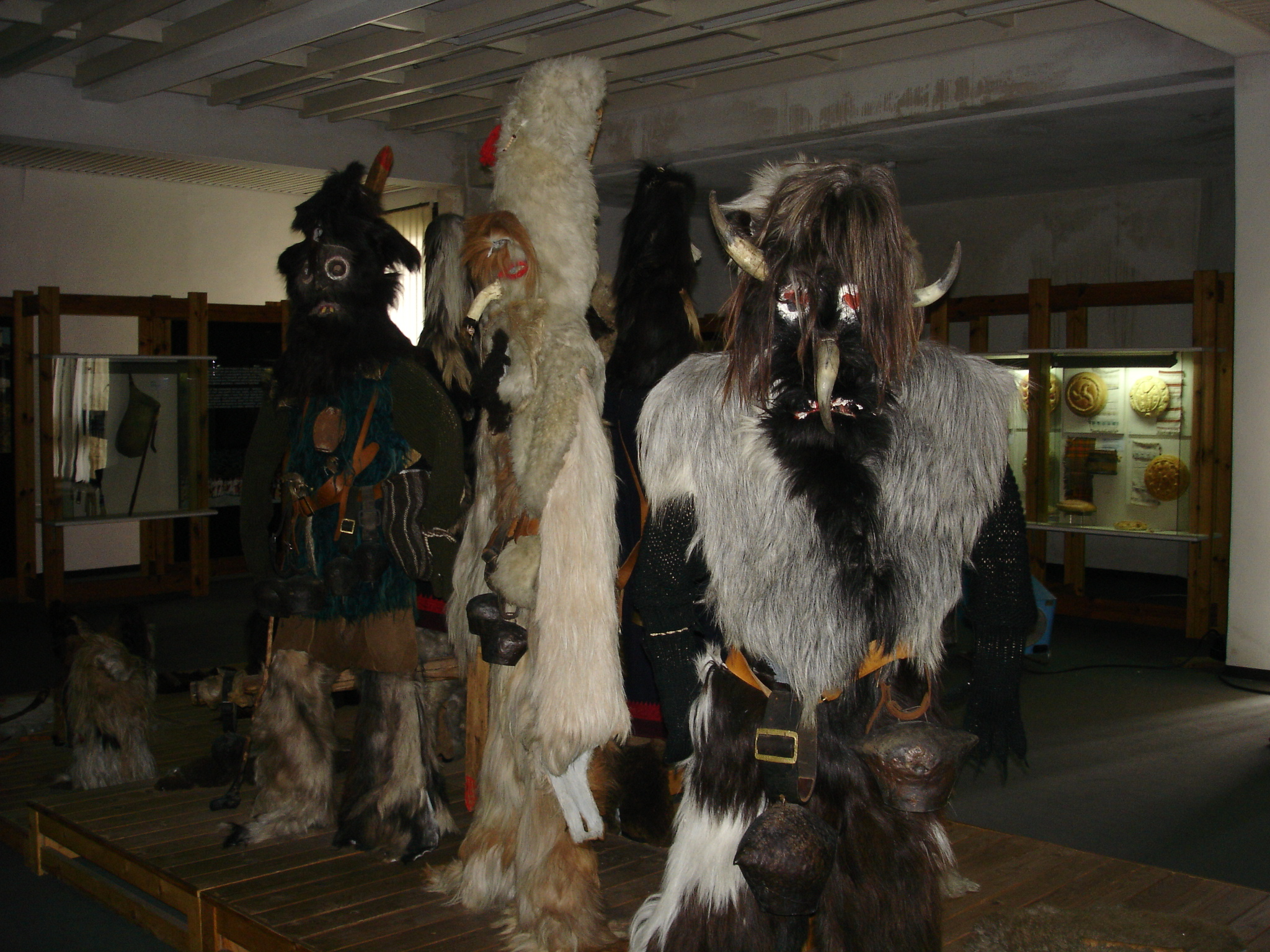
스몰랸의 쿠케리
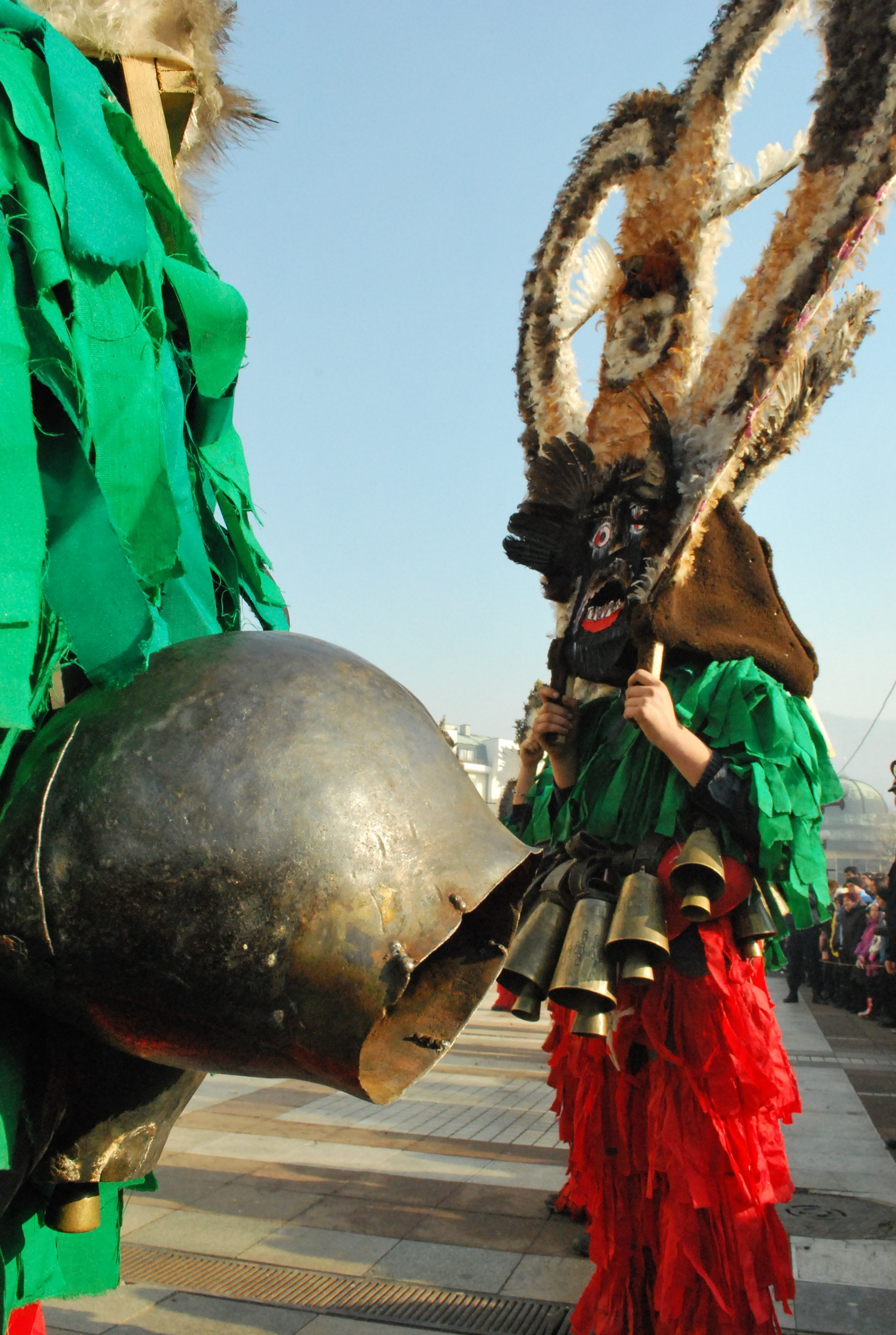
블라고에브그라드의 쿠케리
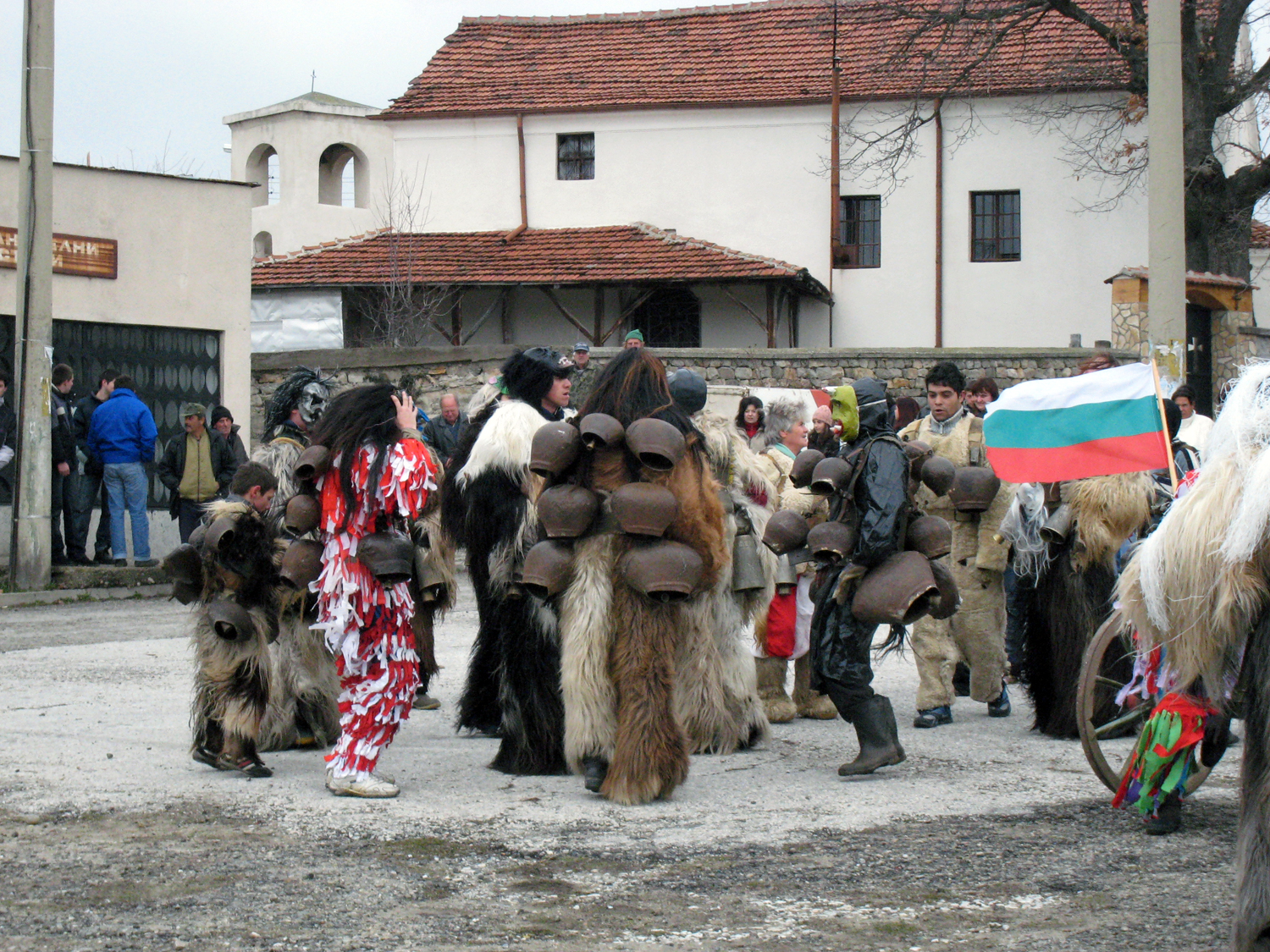
소피아주 고르나바실리차(Горна Василица)의 쿠케리
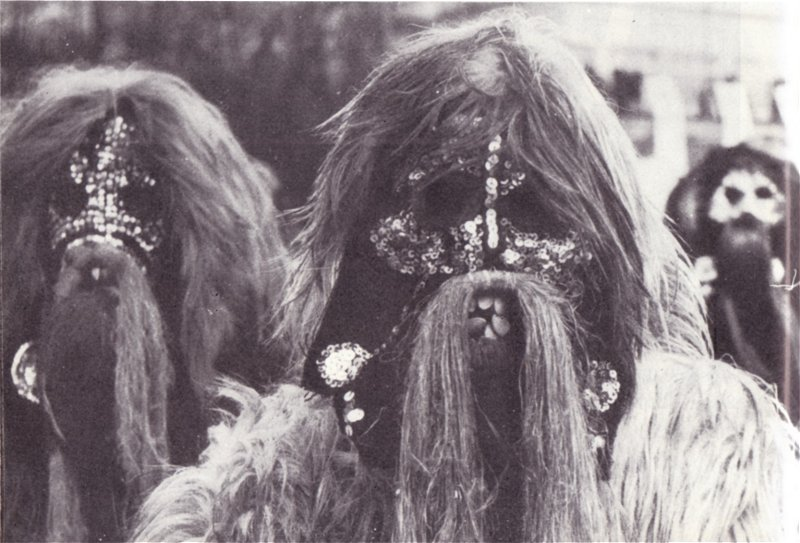
부르가스주 지다로보(Зидарово)의 쿠케리 가면
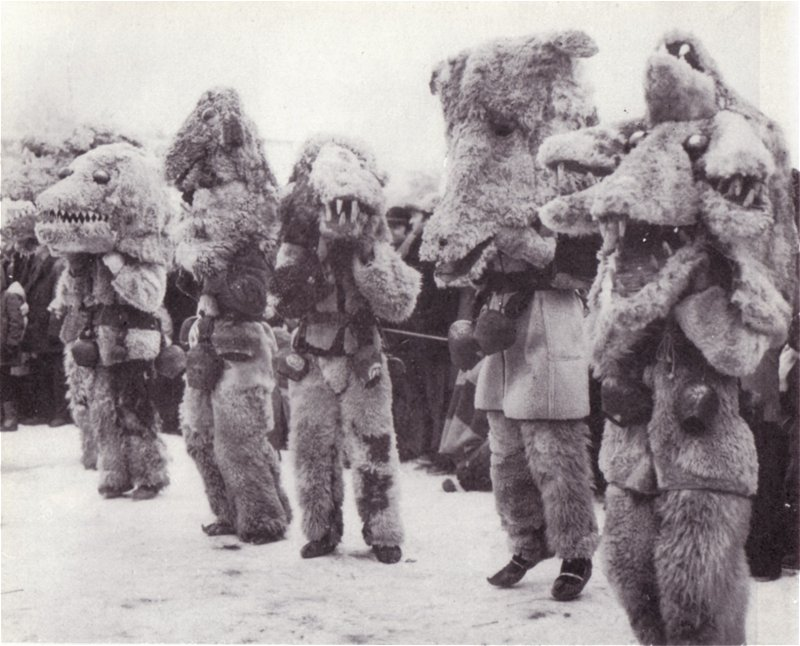
페르니크의 쿠케리 가면
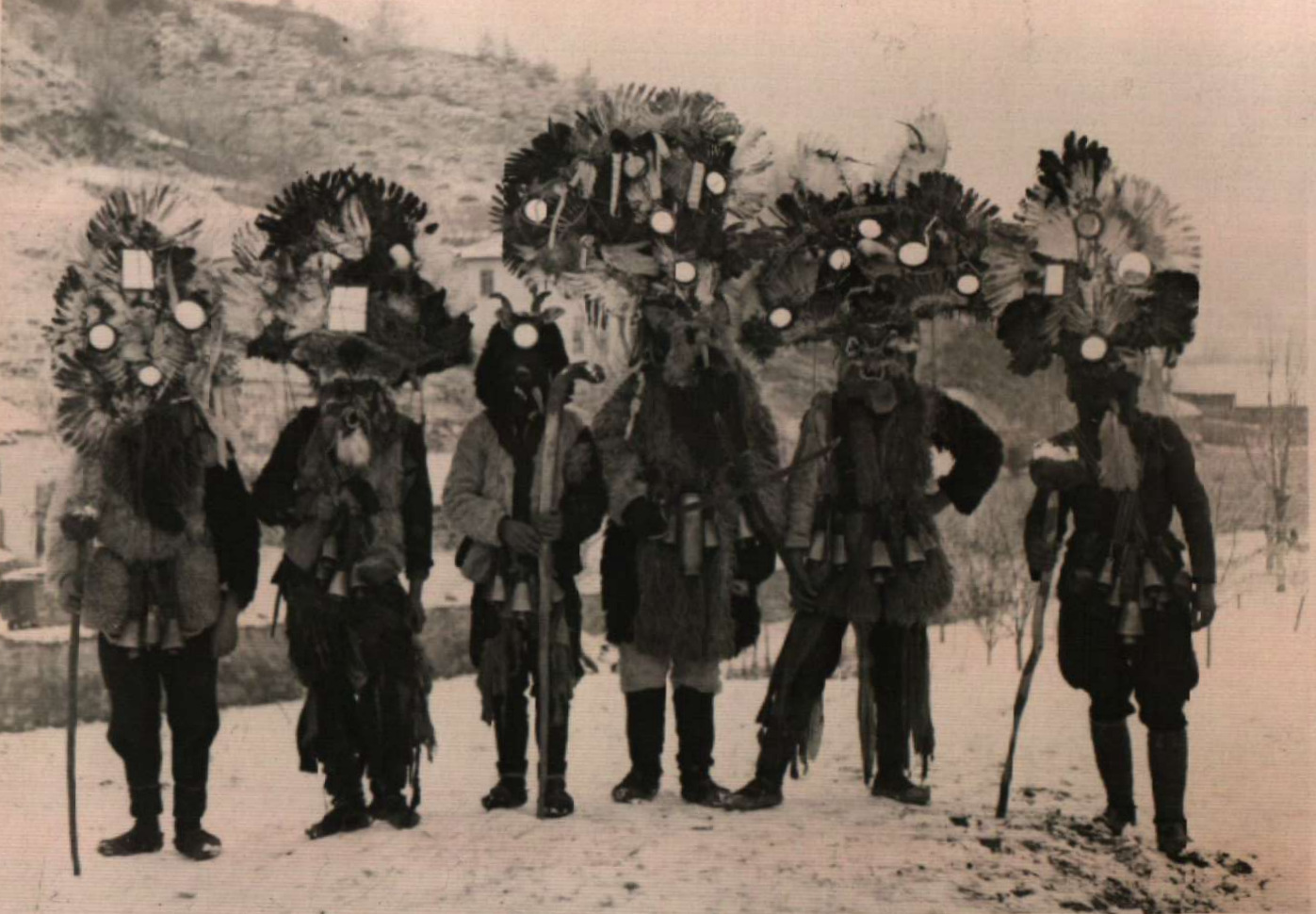
1945년 이전의 쿠케리
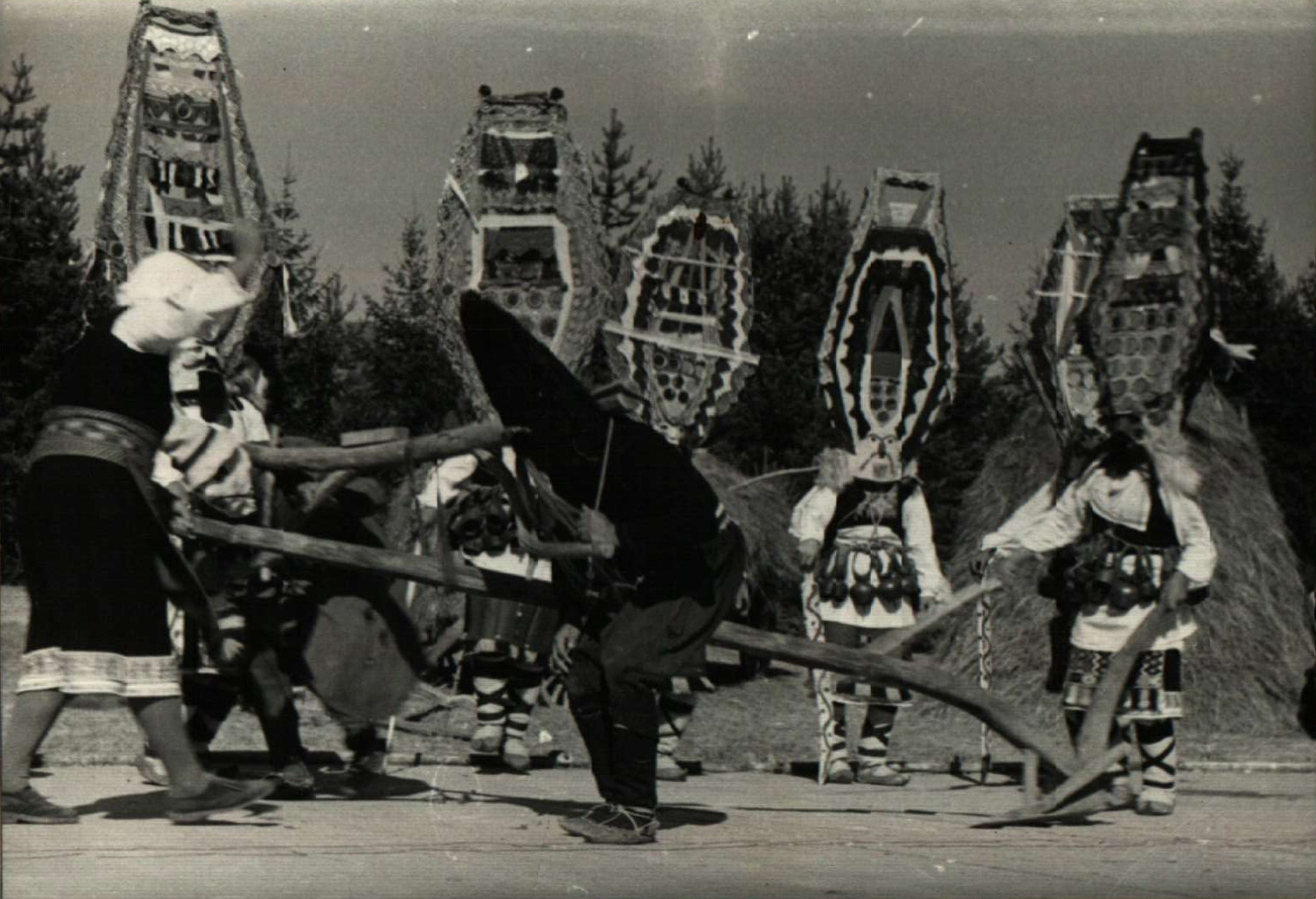
1945년 이전의 쿠케리
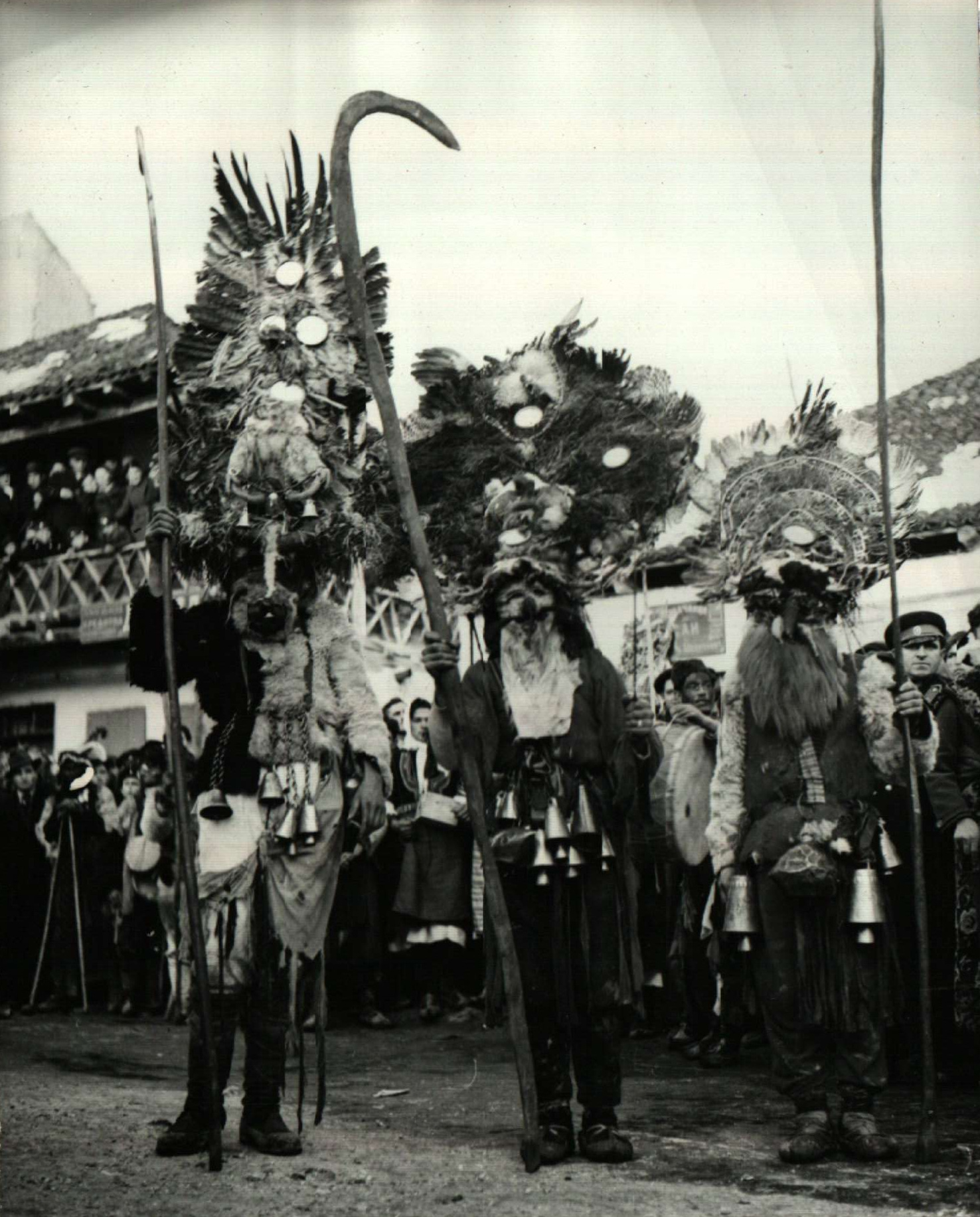
1945년 이전의 쿠케리
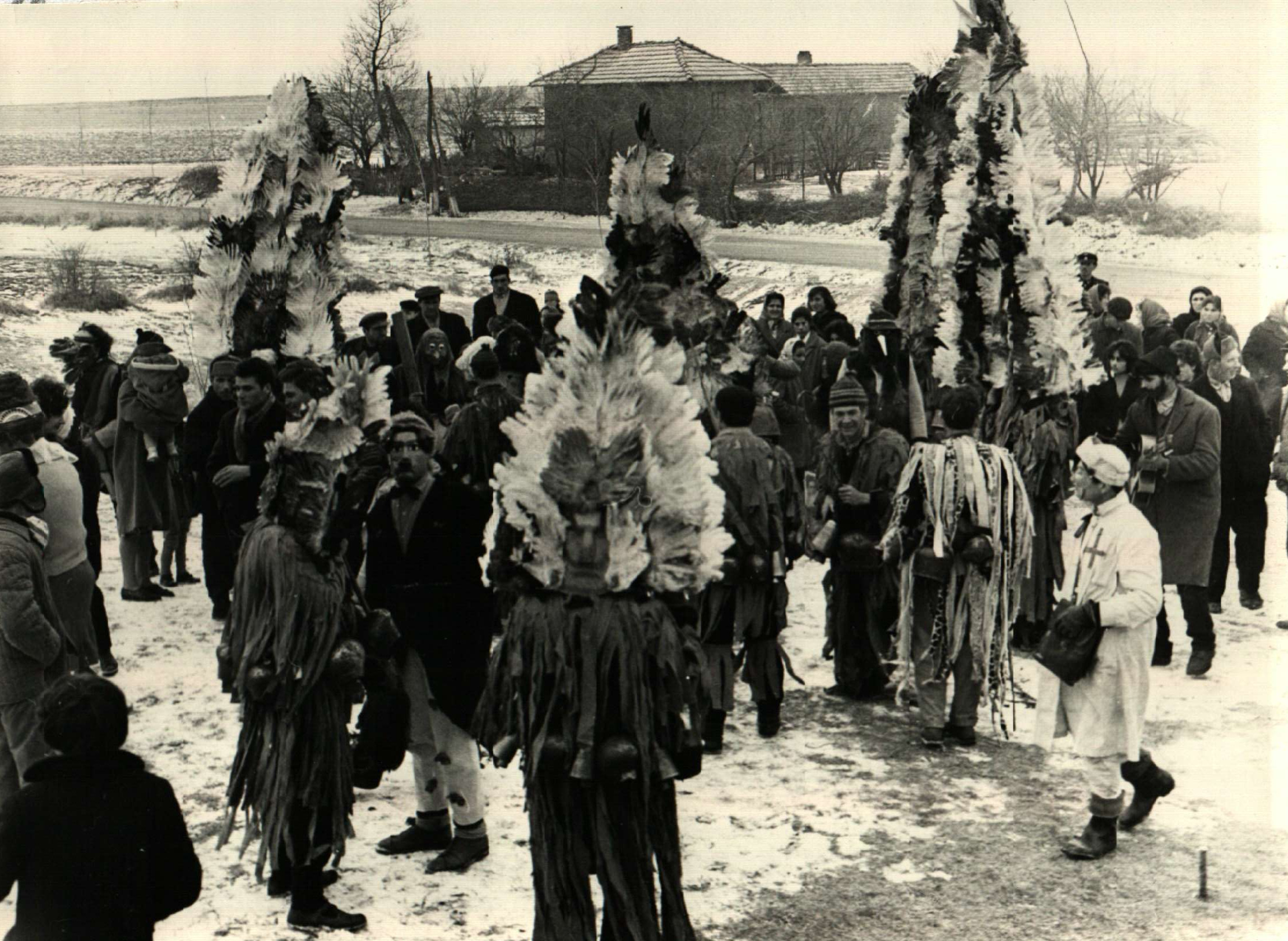
1945년 이전의 쿠케리
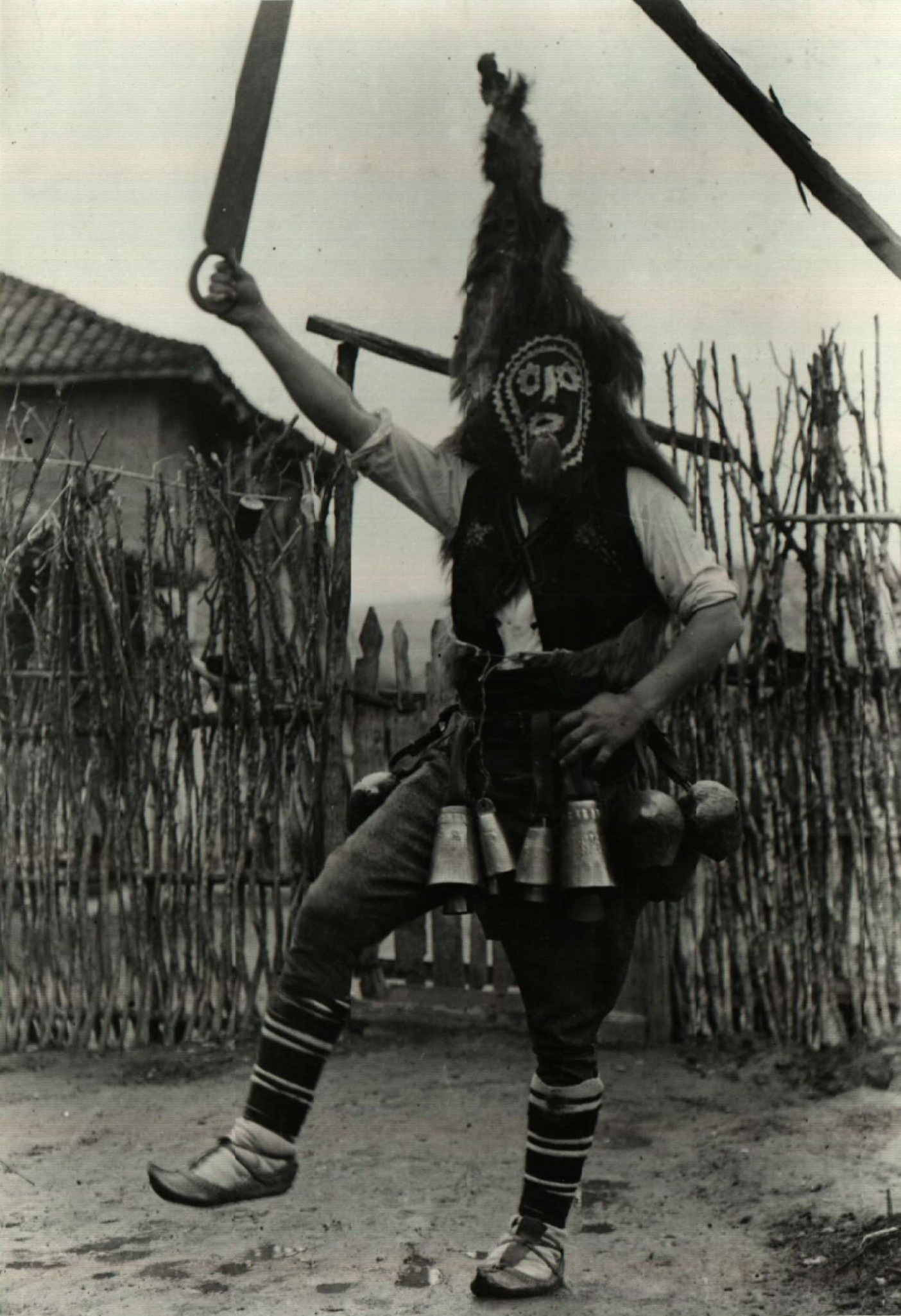
1945년 이전의 쿠케리
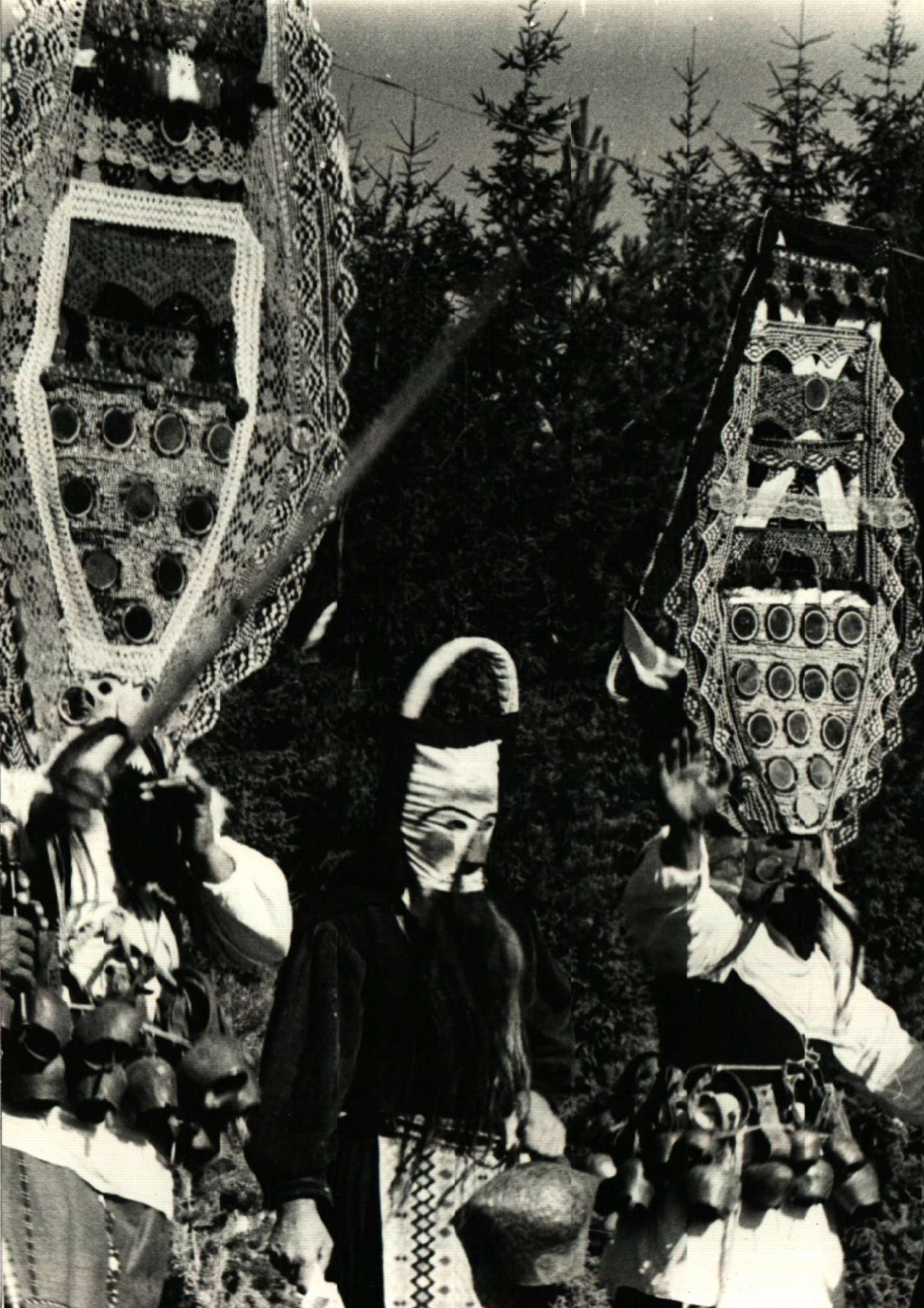
1945년 이전의 쿠케리
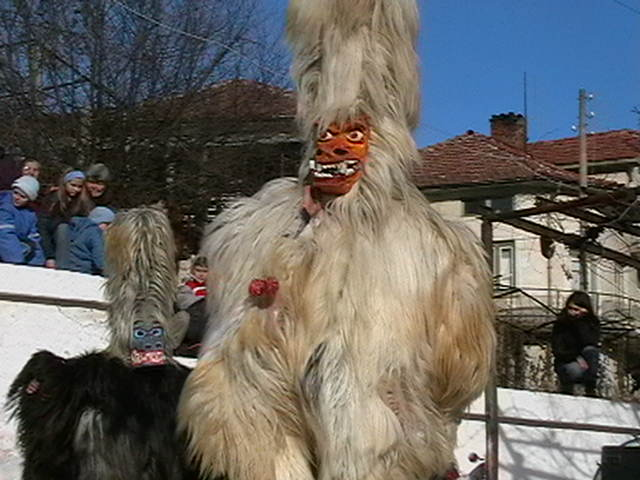
블라고에브그라드주 브레자니(Брежани)의 쿠케리
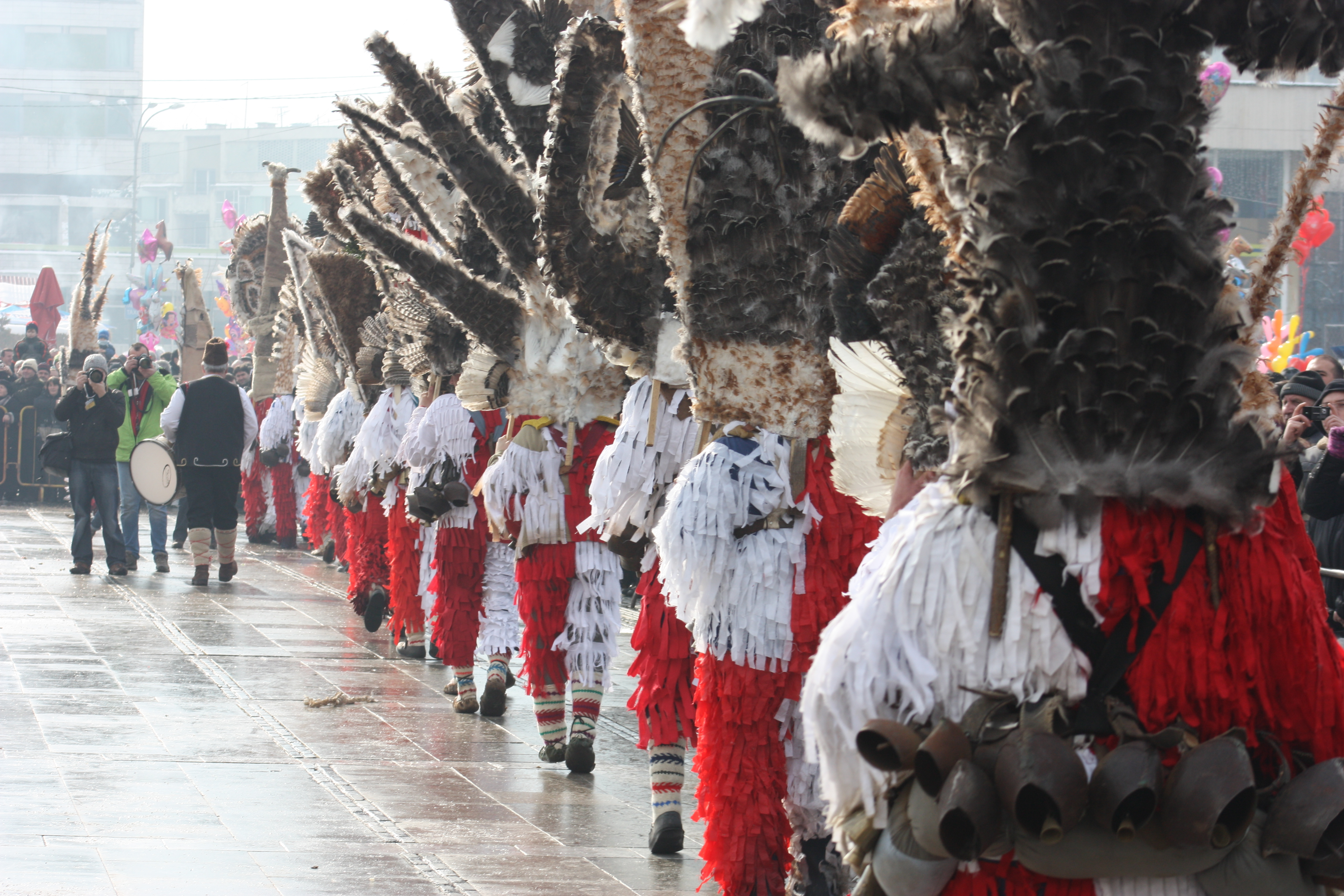
드루간의 쿠케리 행렬
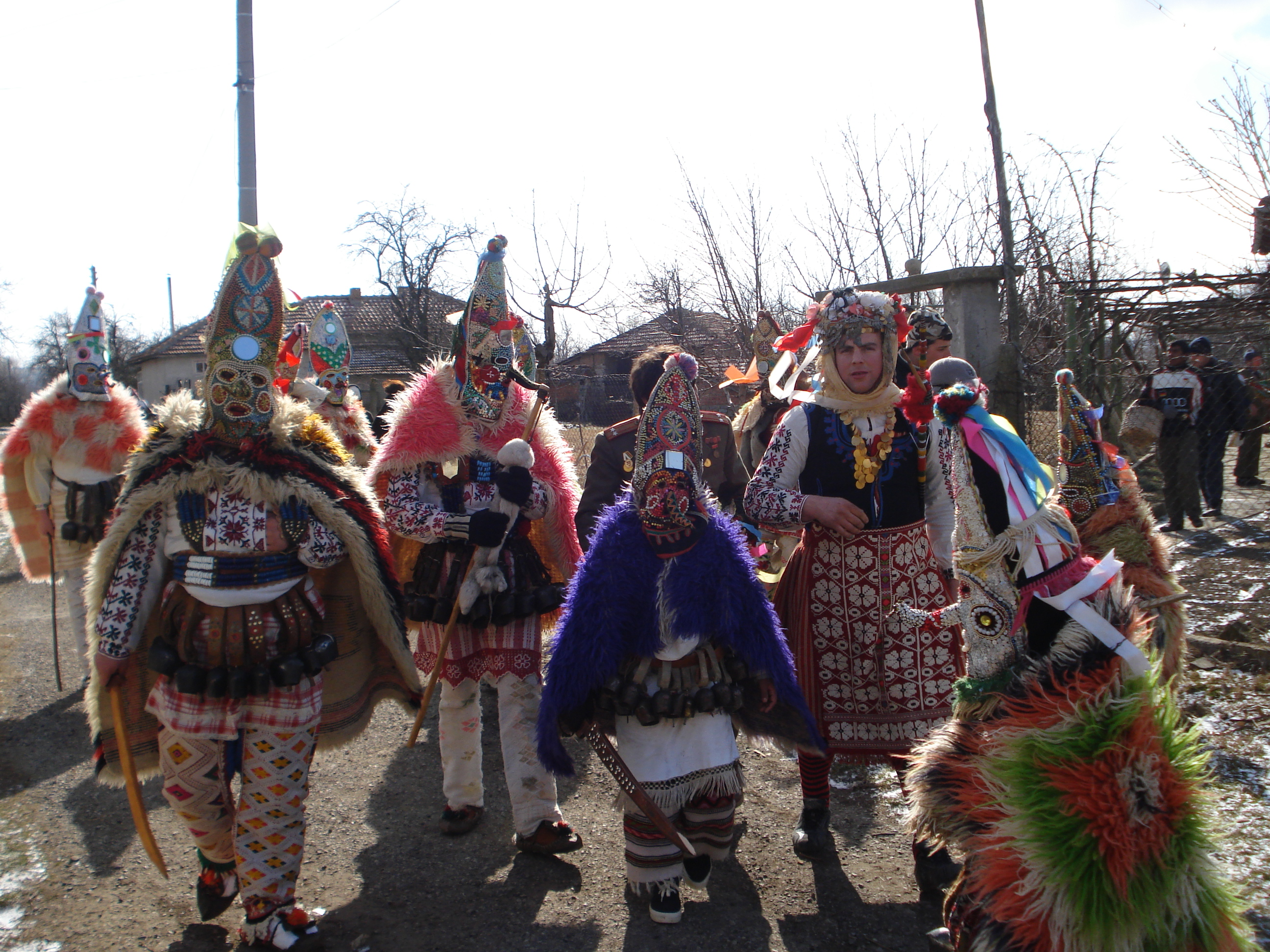
푸다레보의 쿠케리
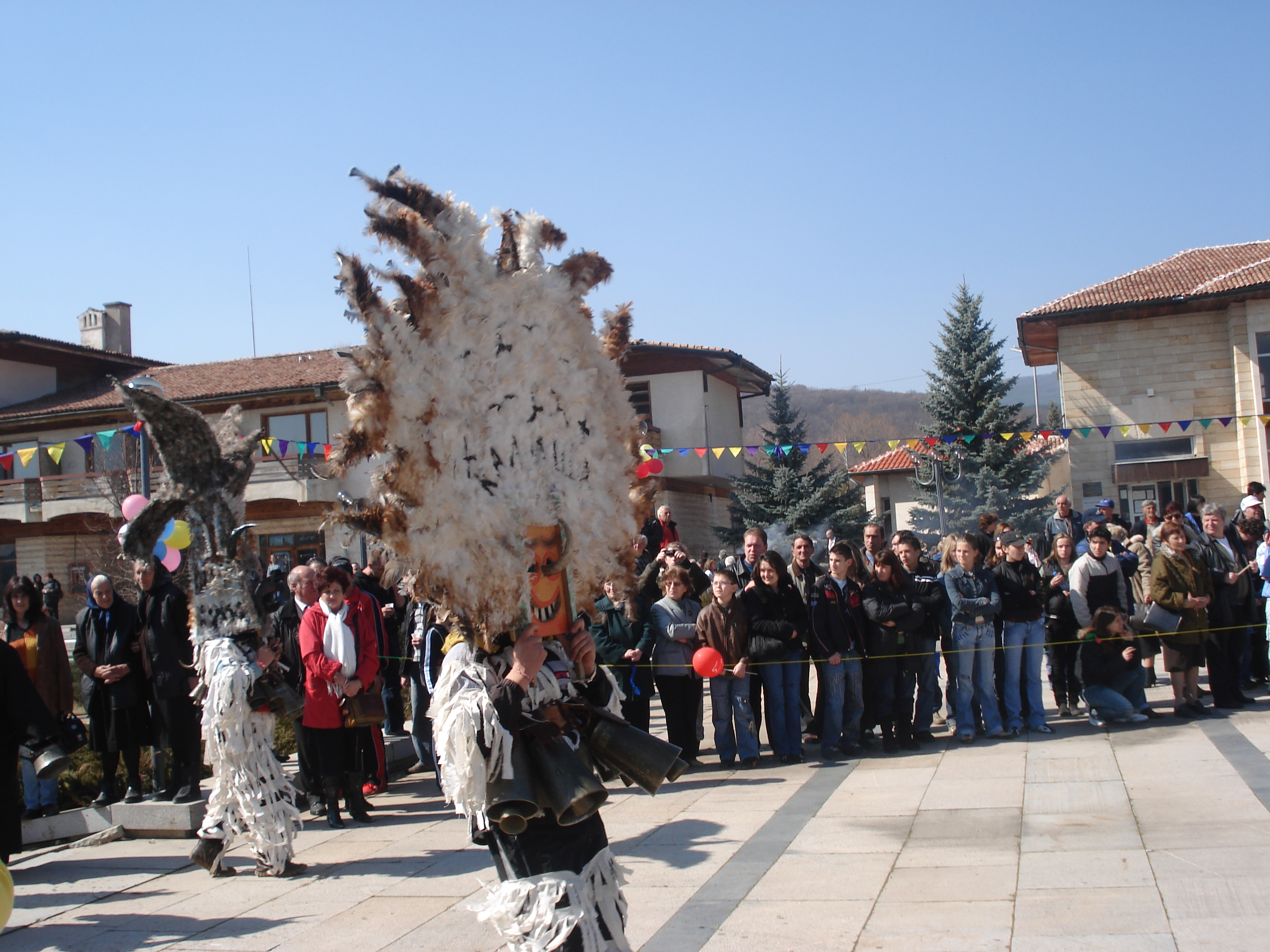
수바르키(불가리아어판) 중 칼리스타의 쿠케리
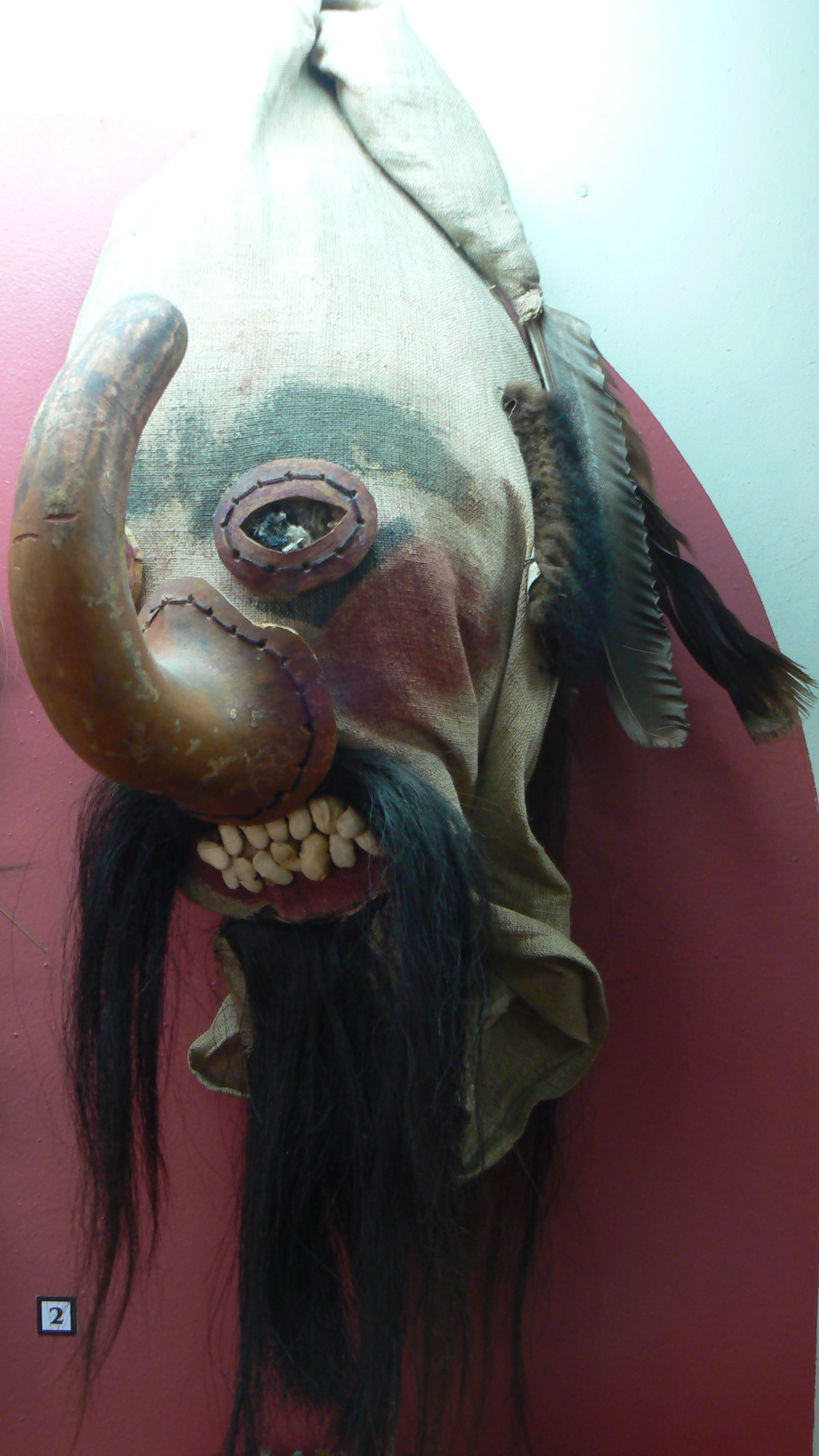
부르가스 민속학 박물관의 쿠케르 가면
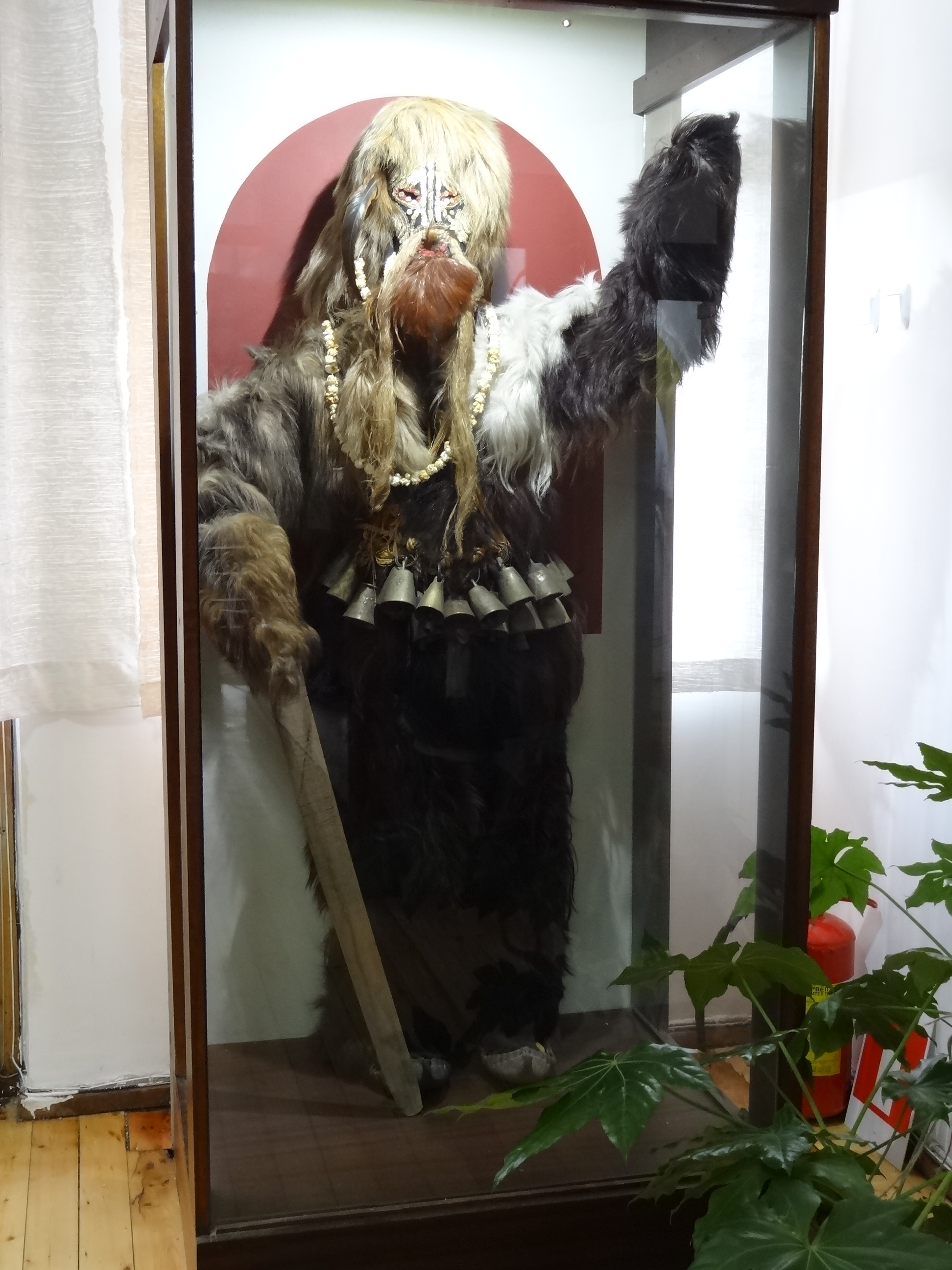
부르가스 민속학 박물관의 쿠케르 의상
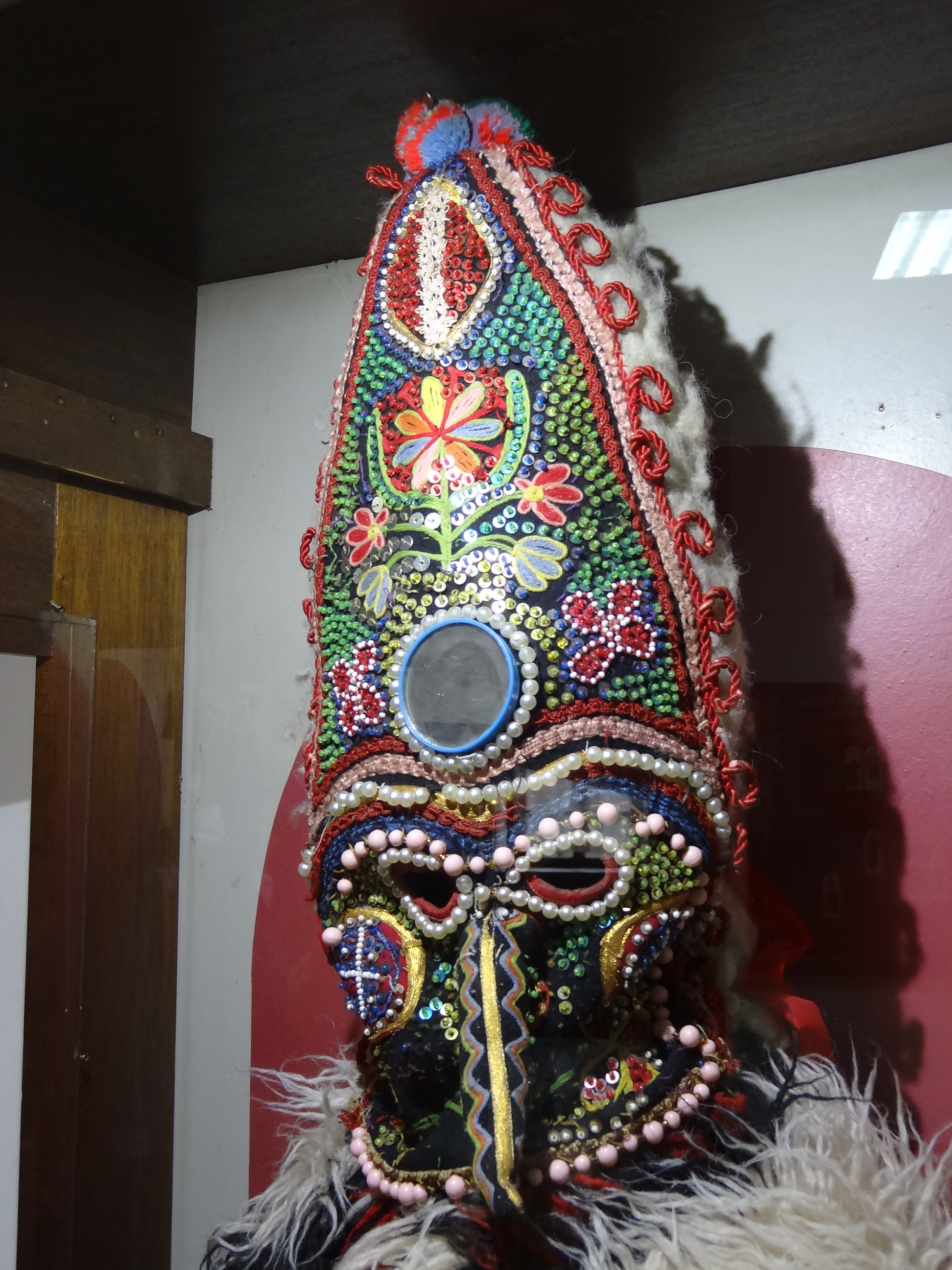
부르가스 민속학 박물관의 쿠케르 가면
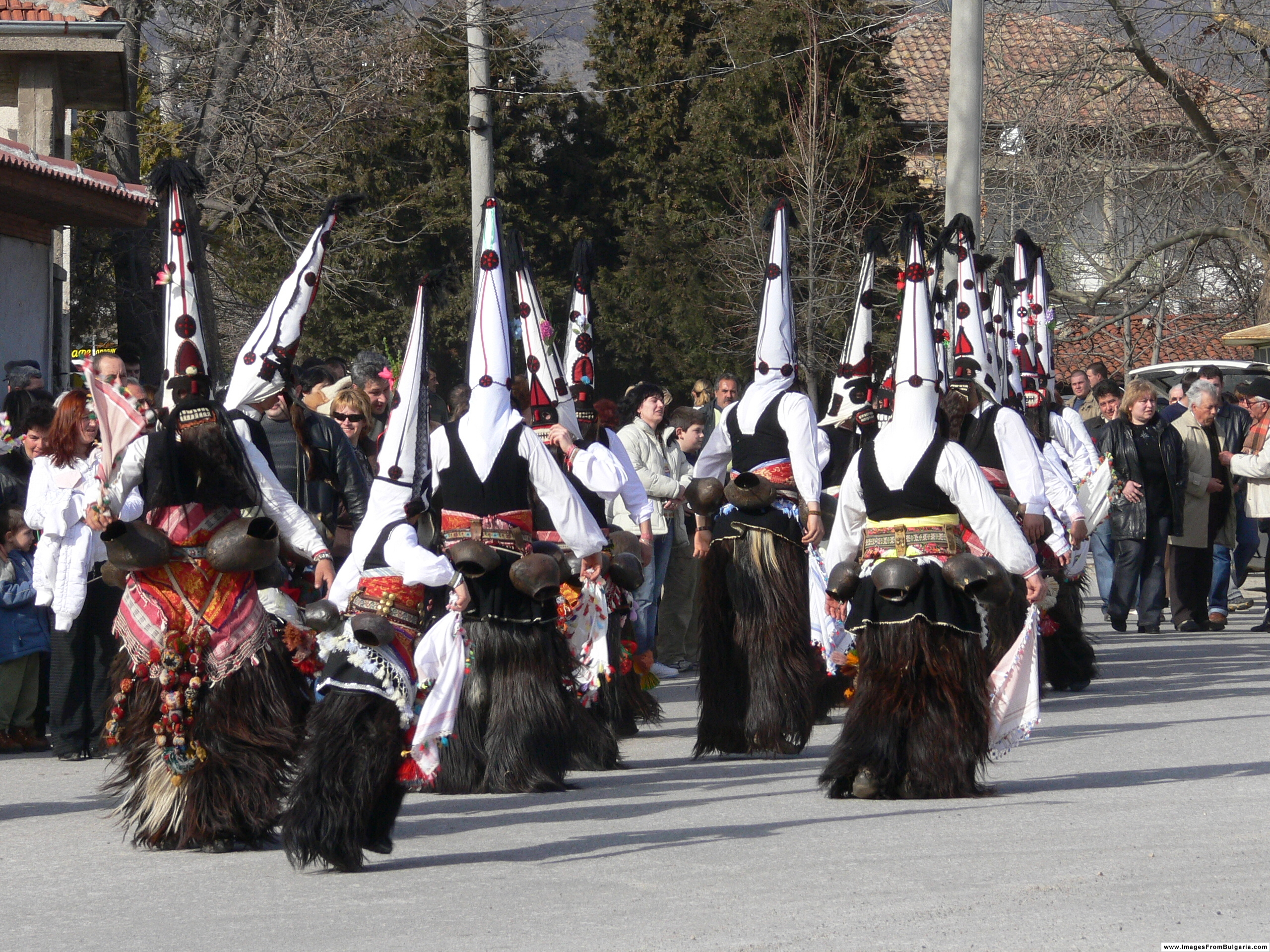
카를로보의 쿠케리
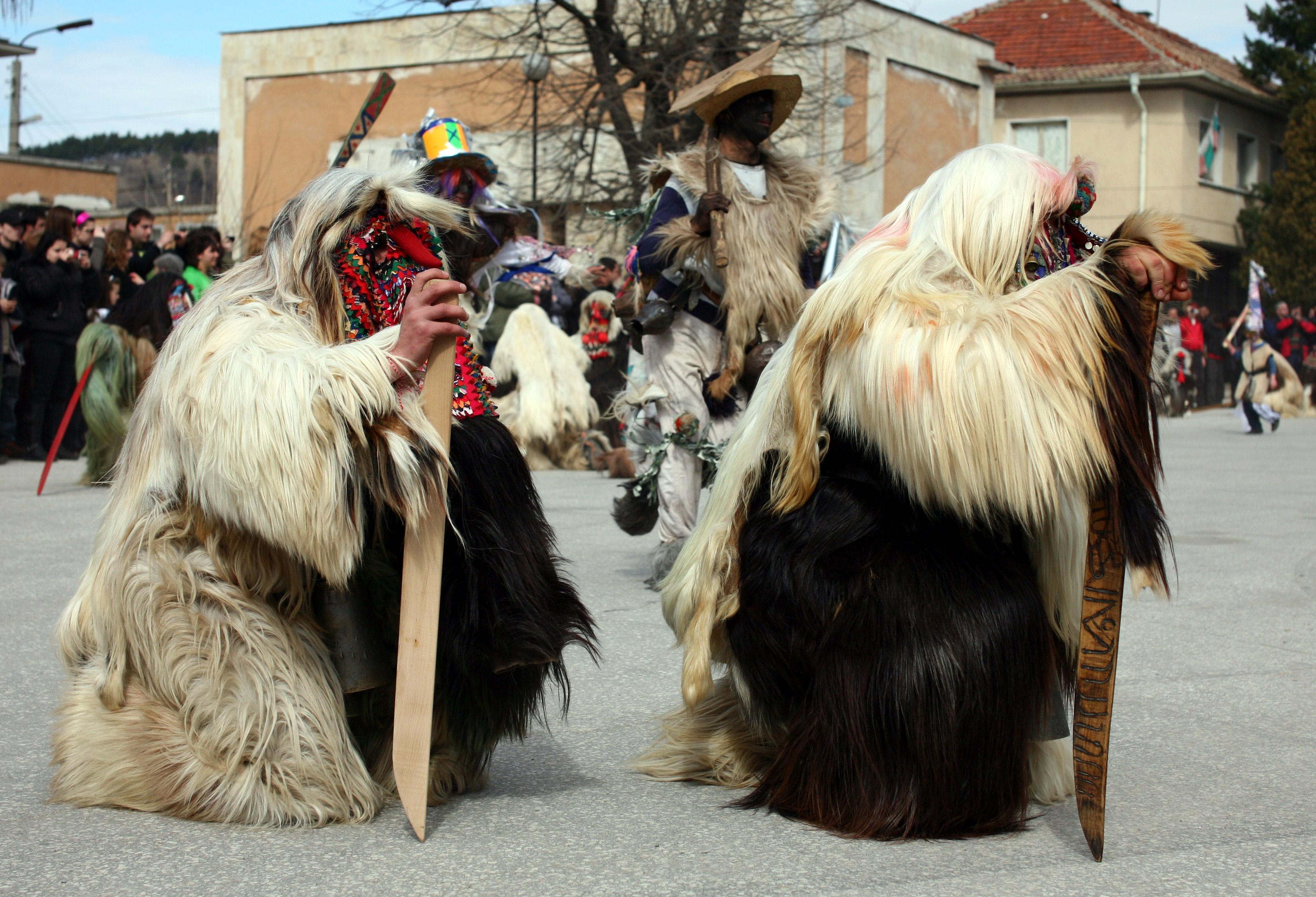
레시초보(Лесичово)의 쿠케리 (2009년)
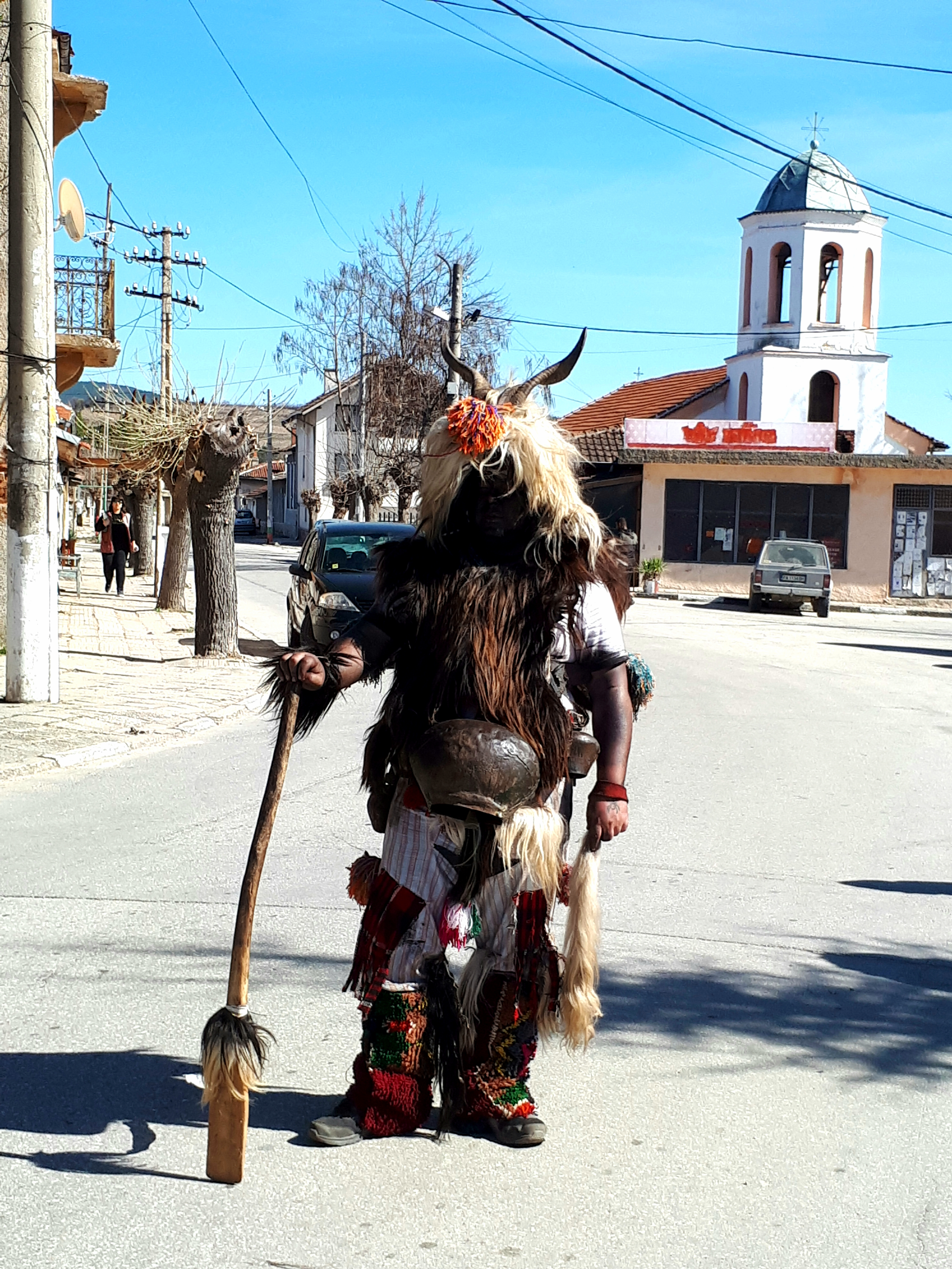
레시초보의 쿠케리 (2009년)
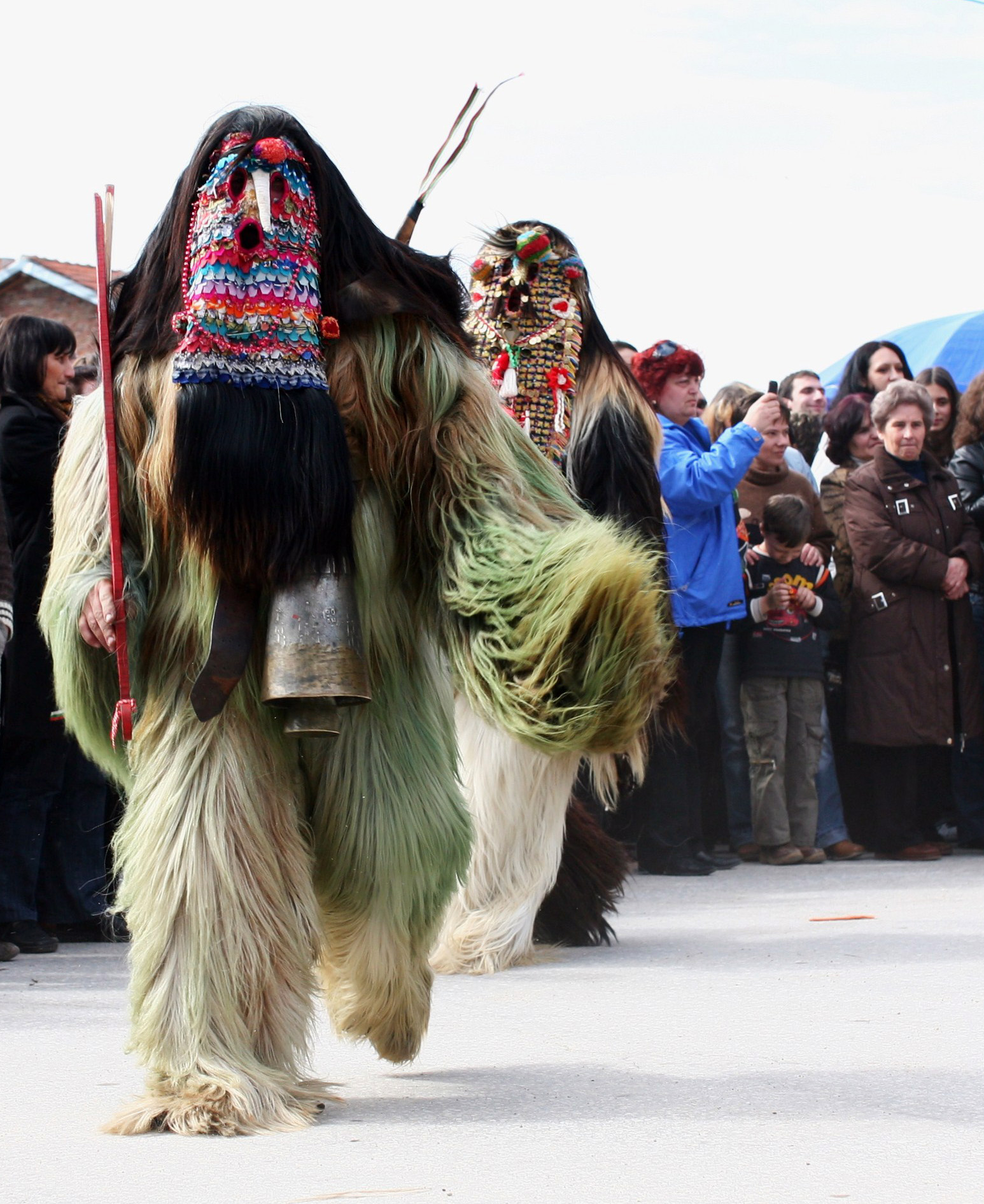
레시초보의 쿠케리 (2009년)
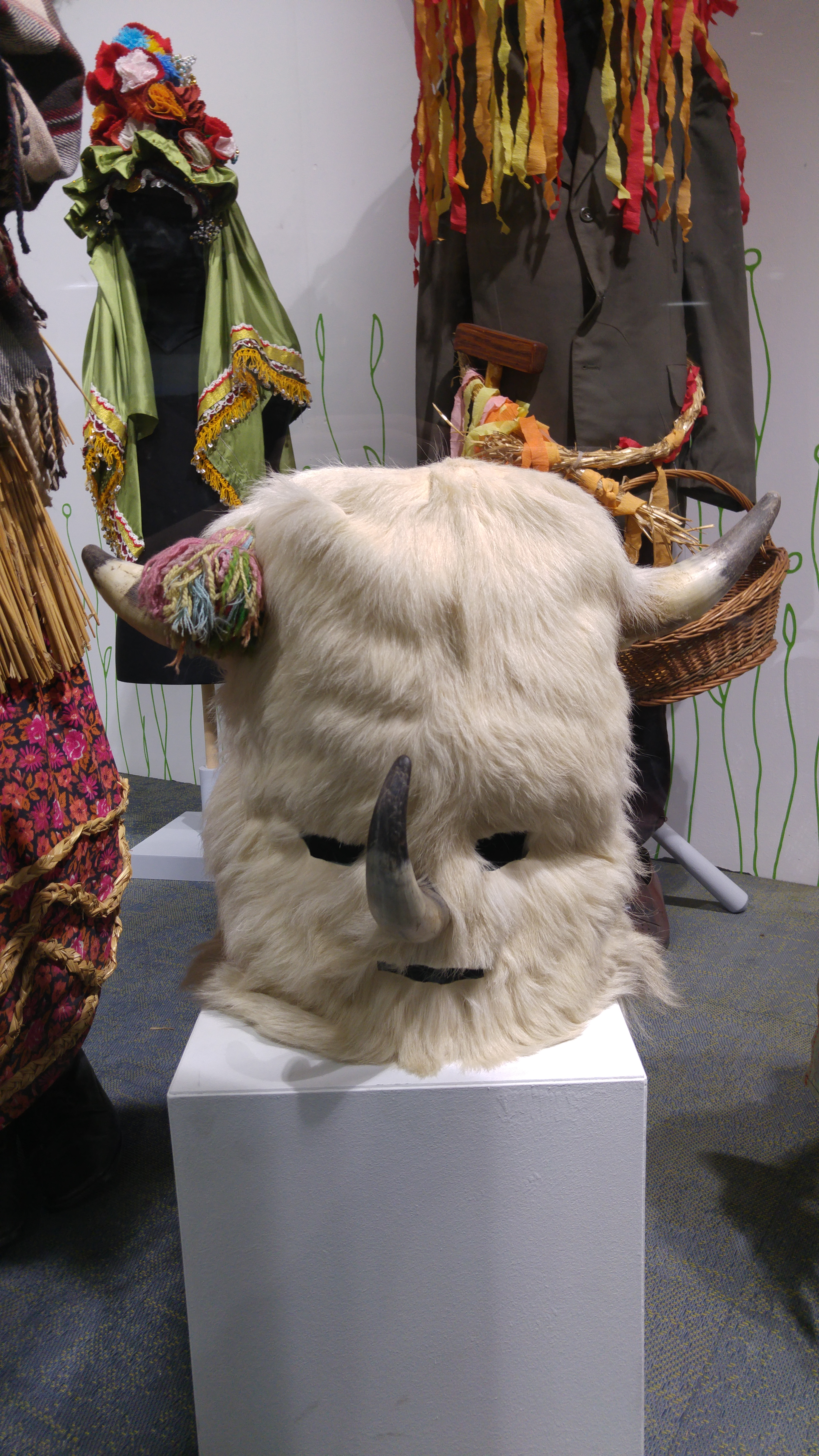
바르샤바 국립 민속학 박물관 박물관의 얌볼 쿠케르 가면
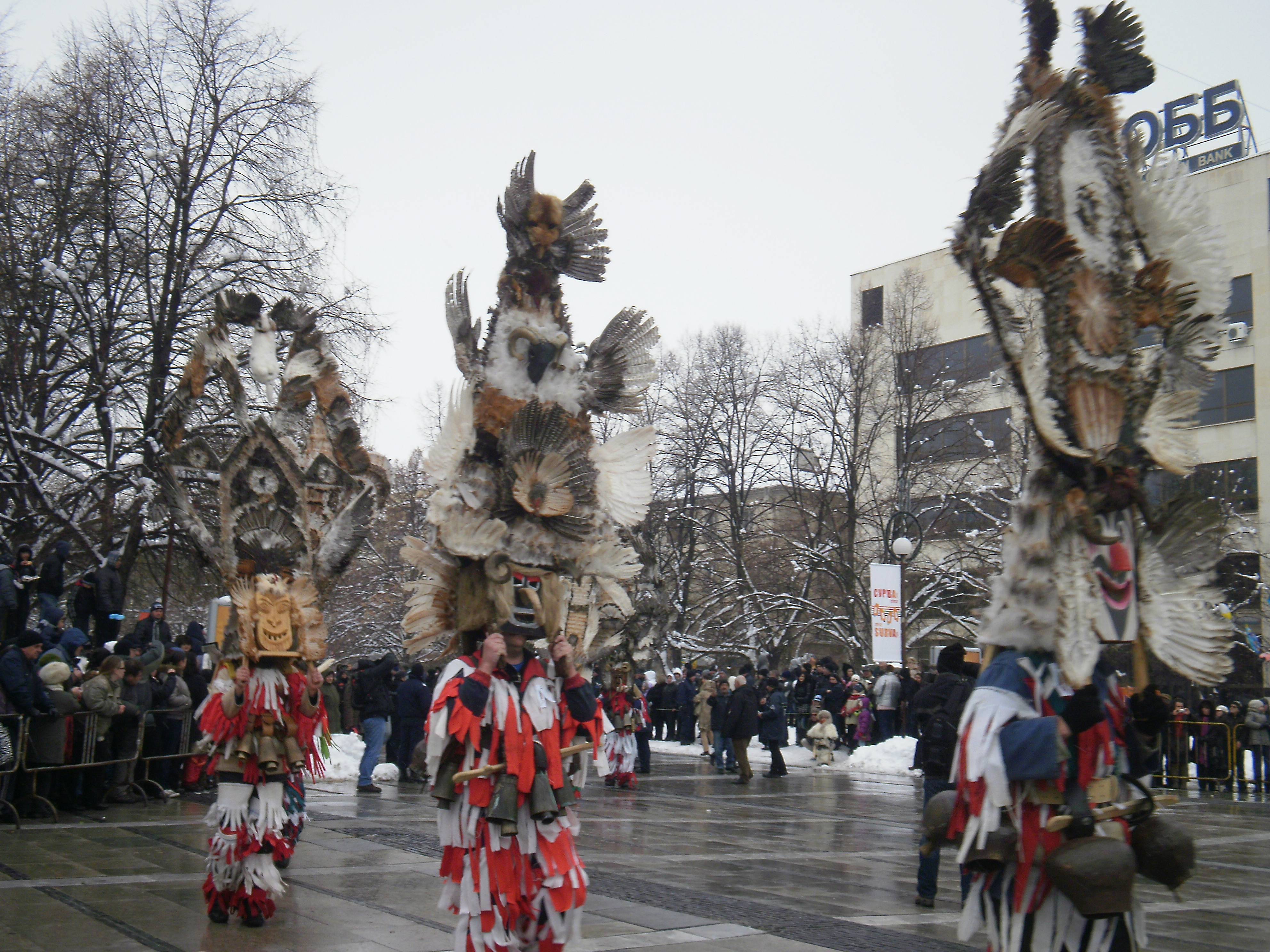
2012년 수르바키 중 베구노브치(Бегуновци)의 쿠케리
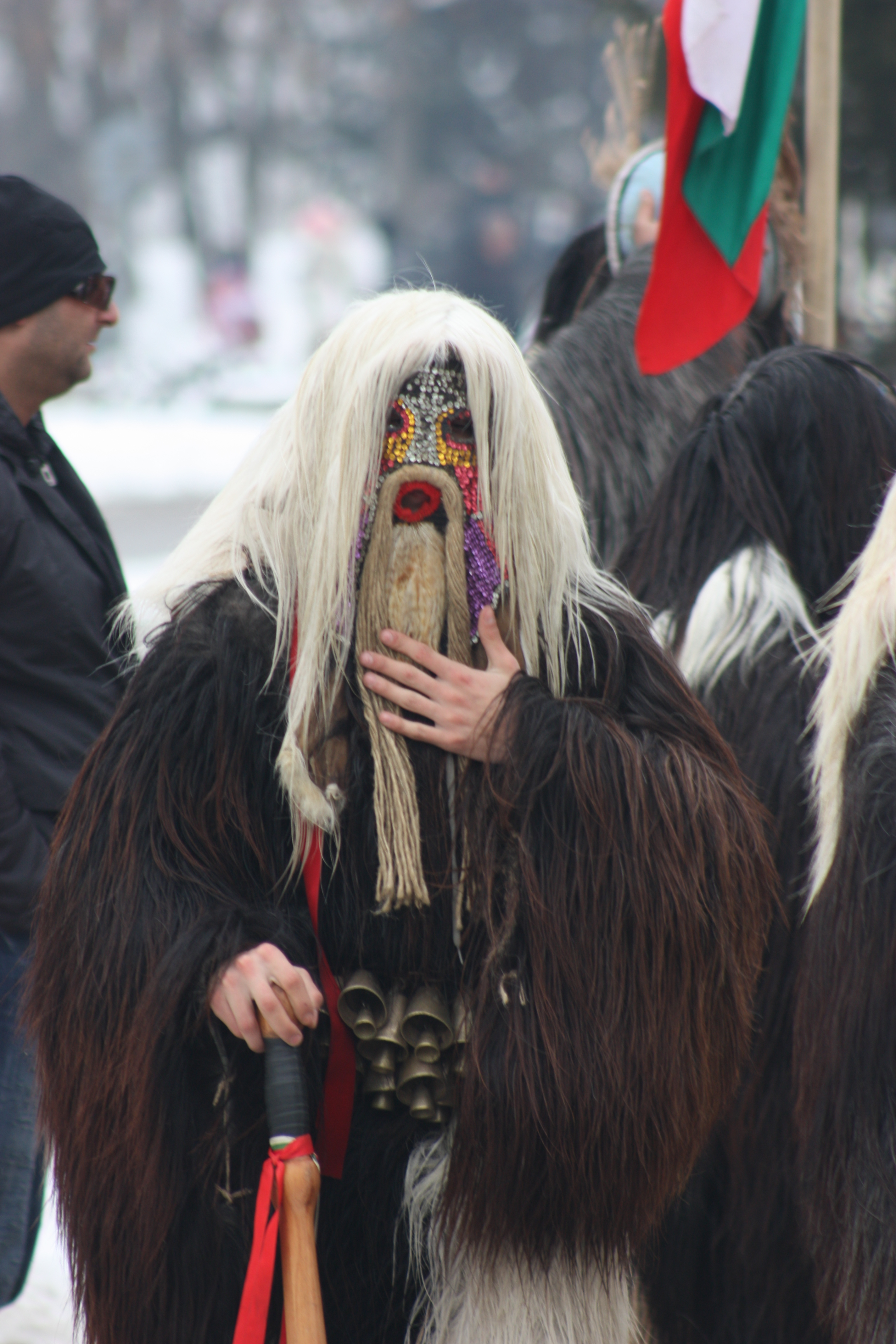
부르가스의 쿠케르